# Henrique Mecking
Henrique Costa Mecking (Santa Cruz do Sul, 23 de gener de 1952), també conegut com a Mequinho, és un jugador d'escacs brasiler, que té el títol de Gran Mestre (fou el primer brasiler a aconseguir el títol). Va assolir el cim de la seva carrera durant els anys 1970, i és encara un dels millors jugadors del Brasil. Fou un prodigi dels escacs, i fou comparat amb Bobby Fischer, malgrat que no va assolir el títol de GM fins al 1971, quan tenia 19 anys. Va guanyar els Interzonals de Petrópolis 1973 i Manila 1976.
Tot i que es troba inactiu des de febrer de 2013, a la llista d'Elo de la FIDE de maig de 2014, hi tenia un Elo de 2606 punts, cosa que en feia el jugador número 3 del Brasil, i el 20è millor jugador d'Amèrica. El seu màxim Elo va ser de 2635 punts, assolit el 1977, moment en què era el tercer jugador del món. El seu millor Elo en els darrers 25 anys fou de 2615 punts, el juliol del 1990 (posició 15 al rànquing mundial).

## Resultats destacats en competició
Malgrat que va guanyar el seu primer campionat nacional a 13 anys, el 1965 (un títol que repetiria el 1967), va disputar molt pocs torneigs internacionals. Va guanyar a Vršac el 1971 (IV Memorial Kostić), i fou tercer amb Robert Byrne (després dels co-vencedors Anatoli Kàrpov i Víktor Kortxnoi) a Hastings el 1971–72. El 1975, va compartir el segon lloc amb Ljubomir Ljubojević, primer a Las Palmas amb Ulf Andersson i Mikhaïl Tal i posteriorment a Manila amb Lev Polugaievski, Bent Larsen i Helmut Pfleger.

### Participació en competicions per equips
Mecking va representar el Brasil a les olimpíades d'escacs de 1968, 1974, 2002, i 2004.

## Candidat al campionat del món
Mecking participà regularment als torneigs de la FIDE per determinar l'aspirant al Campionat del món. Després d'intents fracassats d'accedir als Interzonals de Sousse de 1967 i Palma de 1970, obtingué el seu primer gran èxit el 1973, quan va vèncer a l'Interzonal de Petrópolis (per davant d'un quadre molt fort, que incloïa Paul Keres i David Bronstein entre d'altres). Posteriorment seria eliminat del torneig de Candidats als quarts de final, en perdre el seu matx contra Kortxnoi. De tota manera, des d'aquell moment i fins al 1979, fou el millor jugador nascut a Occident després de la retirada de Bobby Fischer el 1972.
En el seu següent intent el 1976, va guanyar l'Interzonal de Manila (per davant de Vlastimil Hort, Lev Polugaevsky, Vitali Tseixkovski, Ljubomir Ljubojević, Zoltán Ribli i d'altres), assolint així per segon cop consecutiu la fase de matxs de Candidats, tot i que va perdre novament als quarts de final, aquest cop contra Polugaevski. La malaltia (myasthenia gravis) el va forçar a retirar-se de l'Interzonal de Rio de Janeiro de 1979 després d'unes taules a la primera ronda amb Borislav Ivkov. La seva malaltia fou tan greu que tothom va creure que no sobreviuria. No va morir, però no va poder jugar als escacs durant els 1980. Quan va poder tornar al món dels escacs va disputar matxs el 1991 contra Predrag Nikolić i (el 1992) contra Yasser Seirawan, seguits d'algunes aparicions en torneigs, però la seva oportunitat per disputar el títol mundial havia passat, i no va poder tornar a assolir la fase de Candidats.

## Partides notables
- Mecking v. Fischer 1970, Buenos Aires, Grunfeld ½–½ Arxivat 2011-07-08 a Wayback Machine.
- Mecking v. Gipslis, Interzonal 1967, 1–0. Una partida del primer Interzonal que va disputar, quan tenia només 15 anys.